# 満洲関係記事の一覧
満洲関係記事の一覧は、満洲に関する記事の一覧。

## 表記法
- 五十音順

## あ
- 相生由太郎
- 愛新覚羅氏
- 愛新覚羅溥儀
- 阿骨打
- あじあ (列車)
- 甘粕正彦
- 呉乞買
- 石原莞爾
- 犬塚信太郎
- 内モンゴル自治区
- 営口
- 葉赫那拉氏
- 袁世凱
- 延辺朝鮮族自治州
- 鴨緑江

## か
- 開豊鉄道
- 外満洲
- 間島
- 関東都督府
- 関東軍
- 関東州
- 岸信介
- 吉林省
- 義和団の乱
- 金 (王朝)
- 工藤忠
- 国沢新兵衛
- 渓堿鉄路
- 高句麗
- 黒河市
- 黒竜江省
- 後藤新平
- 駒井徳三

## さ
- 斉昂軽便鉄路
- サッカー満洲代表
- ジャムス
- 十五年戦争
- 女真
- 瀋陽
- 徐世昌
- 清

## た
- 大慶
- 大連
- 丹東
- チチハル
- 中国長春鉄路
- 駐満海軍部
- 朝鮮族
- 張学良
- 長春
- 張作霖
- 朝陽
- 鉄嶺
- 天図軽便鉄路
- 天理鉄道
- 東清鉄道
- 東條英機

## な
- 中村是公
- 日露戦争
- ヌルハチ

## は
- 白頭山
- ハルピン
- 東満洲鉄道
- 淵上白陽
- 夫余
- 奉天 ⇒ 瀋陽
- 奉天会戦
- 奉天市地下鉄道
- 星野直樹
- 牡丹江
- 渤海
- ホンタイジ

## ま
- 松岡洋右
- 満洲
- 満洲映画協会
- 満蒙開拓移民
- 満洲航空
- 満洲国
- 満洲国圓
- 満洲国軍
- 満洲国の地方行政区画
- 満洲国の経済
- 満洲国の警察
- 満洲国有鉄道
- 満洲語
- 満洲事変
- 満洲重工業開発
- 満洲民族
- 南満洲鉄道
- 満蒙問題

## や
- 野戦鉄道提理部
- 山本条太郎
- ヤマトホテル

## ら
- 李鴻章
- 遼
- 遼寧省

## 関係記事
- 世界各国関係記事の一覧